# Calvin Jackson
Calvin Jackson (* 26. Mai 1919 in Philadelphia; † 9. Dezember 1985 in Encinitas, Kalifornien) war ein US-amerikanischer Jazzpianist und Filmkomponist und -orchestrator.
Jacksons Mutter war klassische Sängerin; er studierte u. a. an der Juilliard School und der New York University. Seine Karriere begann er bei Frankie Fairfax, bevor er von 1943 bis 1947 in Hollywood als stellvertretender musikalischer Leiter in den MGM-Studios arbeitete, u. a. für den Film Urlaub in Hollywood. Aufnahmen entstanden mit Phil Moore (1947) und sechs Titel unter eigenem Namen, die er als Solist für Discovery Records einspielte.
1948 trat Jackson als Begleitmusiker von Mildred Bailey im New Yorker Café Society auf. 1950 ließ er sich in Toronto nieder, wo er in Fernseh- und Radiosendungen auftrat. 1957 kehrte er nach Los Angeles zurück und arbeitete vorwiegend als Komponist für Film und Fernsehen. Die mit Jack Elliott, Robert Armbruster, Léo Arnaud, Jack Hayes und Leo Shuken geschriebene Musik zu Goldgräber-Molly erhielt 1965 eine Oscar-Nominierung. Aufnahmen entstanden unter eigenem Namen für die Label Vik und Columbia (1954/55, u. a. mit Peter Appleyard), Liberty (Jazz Variations On Gershwin’s Rhapsody in Blue 1958, mit Al Viola und Mel Lewis), Raynote (1959) und Reprise Records (1961).